# Etzen-Gesäß
Etzen-Gesäß ist ein Stadtteil von Bad König im südhessischen Odenwaldkreis.

## Geographische Lage
Der Ort liegt im Buntsandsteingebiet des Odenwaldes an der Einmündung der Kinzig in die Mümling, zwei Kilometer nördlich der Kernstadt Bad König. Im Ort treffen sich die Bundesstraße 45, die hier Teil der Deutschen Ferienroute Alpen-Ostsee ist, und die Landesstraße 3318. Etzen-Gesäß hatte von 1957 bis 1983 einen Haltepunkt an der Odenwaldbahn.

## Geschichte
Die älteste erhaltene Erwähnung des Dorfes unter dem Namen Eczengesezz stammt von 1375.
In und bei Etzen-Gesäß gab es drei Mühlen: Eine lag an der Kinzig (ihr Wohnteil gehörte zur Gemarkung Nieder-Kinzig), die zweite (Waldschmiedsmühle) und dritte (Bruchmühle) lagen an der Mümling (wobei Letztere ganz zur Gemarkung (Bad) König gehörte).
Etzen-Gesäß war zunächst Teil der Zent Kirchbrombach, spätestens seit dem 16. Jahrhundert Teil der Zent Höchst (Odenwald). Beide Zenten gehörten zur Herrschaft Breuberg, die 1806 zum Großherzogtum Hessen kam.
Nach Auflösung der alten Amtsstruktur 1822 fiel der Ort in den Zuständigkeitsbereich des Landgerichts Höchst, nach der Reichsjustizreform von 1877 ab 1879 in den des Amtsgerichts Höchst im Odenwald.
Am 1. August 1972 wurde Etzen-Gesäß im Zuge der Gebietsreform in Hessen in die Gemeinde (ab dem 10. Oktober 1980 Stadt) Bad König eingegliedert.

## Natur und Schutzgebiete
Im Süden der Gemarkung Etzen-Gesäß befindet sich das Naturschutzgebiet „Bruch von Bad König und Etzen-Gesäß“.

## Persönlichkeiten
- Walter Wiederhold (1885–1959), deutscher Unternehmer und Ehrenbürger des Ortes